# Орсеїда
Орсеїда (грец. Oρσηίς) — персонажка давньогрецької міфології, наяда із водоспаду у Фессалії.
Була дружиною Елліна, народила трьох синів: Еола, Дора і Ксута, які шанувались як родоначальники грецьких племен.